# Dictionnaire encyclopédique Quillet
Le Dictionnaire encyclopédique Quillet est un dictionnaire encyclopédique en langue française, publié à Paris par les Éditions Aristide Quillet. Il a été dirigé par le lexicographe et philologue Raoul Mortier.

## Historique
La première édition paraît en 1934. Elle se distingue par sa présentation en plusieurs volumes richement illustrés, destinés à rendre le savoir accessible au grand public francophone. 
L’ouvrage connaît ensuite plusieurs révisions et mises à jour, qui reflètent l’évolution de la langue et du savoir encyclopédique. Des éditions successives voient le jour en 1962, 1968, 1976, 1984 et 1990. Cette dernière, en six volumes, est dotée de notices développées et d’une iconographie modernisée. 
Un supplément, paru en 1998, complète l’ensemble avec des mises à jour thématiques et des articles consacrés aux découvertes scientifiques, aux avancées technologiques et aux événements politiques récents.

## Caractéristiques
Le Dictionnaire encyclopédique Quillet se présente comme un outil à la fois linguistique et encyclopédique :  
- il propose des **définitions de la langue française**, avec des indications grammaticales et étymologiques ;
- il contient des **articles encyclopédiques thématiques** couvrant l’histoire, les sciences, la littérature, les arts ou encore la géographie ;
- son iconographie (cartes, photographies, planches illustrées) constitue un élément pédagogique majeur, visant un lectorat scolaire et familial.

En cela, il s’inscrit dans la tradition des grandes encyclopédies populaires françaises du XXe siècle, aux côtés du Petit Larousse illustré et du Grand dictionnaire encyclopédique Larousse.

## Réception et diffusion
Très présent dans les bibliothèques familiales et scolaires dans la seconde moitié du XXe siècle, l’ouvrage a contribué à la démocratisation du savoir. Bien que concurrencé par d’autres dictionnaires de référence et, plus récemment, par les ressources numériques, il reste représentatif d’une époque où les grandes maisons d’édition françaises mettaient en avant le livre encyclopédique comme instrument culturel majeur.